# Успение Богоматери (Вологда, XVI век)
«Успение Богоматери» — икона, датируемая первой четвертью XVI века. Происходит из собора Успенского Горнего монастыря (Вологда). В настоящее время хранится в Вологодском музее (инв. № 6111/а).

## Происхождение
Икона происходит из Успенского Горнего монастыря и была его храмовым образом. Храм Горнего монастыря серьёзно пострадал во время пожара 1499 года. Возможно, икона была написана к его возобновлению. Когда и как «Успение Богоматери» поступило в ВГИАХМЗ, неизвестно.

## Сохранность
Образ «Успение Богоматери» за всё время своего существования поновлялся три раза. Одно из поновлений имеет точную датировку, известную благодаря надписи, выполненной чёрной краской по олифе: «В лето 7205-го [1697] месяца мая поновися сий [образ] Успения Пресвятыя Богородицы при игумение Екатери[не] в славу Богу». В это поновление на позёме (изображении земли) иконы у лузги (скос между ковчегом и полем иконы) было изображено семь костров. Надпись была удалена позднее при раскрытии авторского письма. В середине XVIII образ поновлялся ещё раз. Эта чинка была выполнена по всей иконе. Первый оклад «Успения Богоматери» был басменным, его убрали перед поновлением XVII в. Небольшие фрагменты первого оклада из басмы сохранились на позёме иконы. Второй оклад из серебра с чеканкой не сохранился. Икона была реставрирована в 1977 году в Вологодском музее художником-реставратором Н. И. Федышиным.

## Сюжет

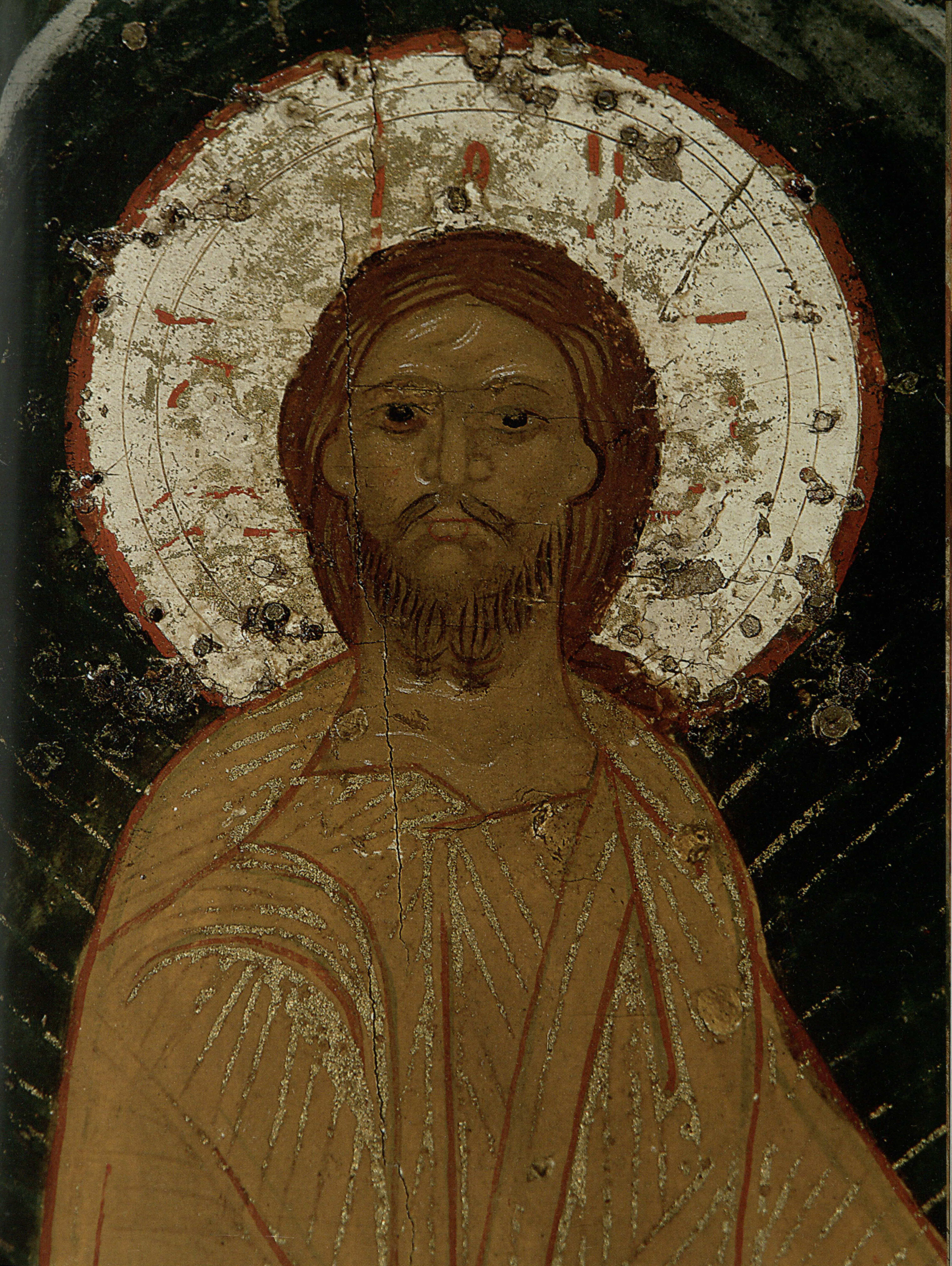
Успение Богоматери. Фрагмент. Христос

В центре композиции — Христос во славе — двойной мандорле, спустившийся с небес, чтобы принять душу Богоматери. Душа Марии в руках Христа изображена в виде спелёнутого младенца. Богоматерь, лежащая на смертном ложе, окружена апостолами, оплакивающими её. Рядом с апостолами стоят четыре святителя, имена их названы у Дионисия Ареопагита («Об именах Божиих»): Тимофей Эфесский, Иерофей Афинский, Иаков Иерусалимский и Дионисий Ареопагит.
В верхней части композиции представлено вознесение Богоматери, произошедшее на третий день после её Успения. На образе, в отличие от других икон, относящихся к типу «облачного» Успения Богоматери, нет изображения рая с открытыми вратами, куда устремляется душа усопшей и сцены передачи пояса апостолу Фоме. Мария, восседающая на престоле во славе, облачена в синее платье и мафорий красно-коричневого цвета, а не в белые, как, например, на иконе Дионисия, одежды. Таким образом обозначено, что она вознеслась на небо не только духом, но и телом, сохранив «сосуд духа» от тлена. В нижней части представлена сцена наказания нечестивого Авфонии, которому ангел отрубил руки за попытку перевернуть ложе Богоматери.

## Иконография
«Успение Богоматери» из Успенского Горнего монастыря принадлежит к типу так называемого «облачного Успения». Это развёрнутое повествование о конце земного пути матери Христа. По преданию, Успение произошло на горе Сион в Иерусалиме, в доме Иоанна Богослова. Перед Успением со всех концов земли в Иерусалим прибыли апостолы — их несли ангелы на облаках. Дом Иоанна в момент смерти Богоматери окутало облако, в котором спустился Христос с сонмом ангелов, принял её душу, для передачи двум ангелам, унёсшим её на небо.
Необычно трактована традиционная для «облачного Успения» сцена наказания Авфонии. Нечестивец запрокинулся назад, а ангел с мечом, отрубающий ему руки, находится не перед ним, а за его спиной, в правой группе апостолов, оплакивающих Богоматерь. Таким образом, он присоединяется к той силе, которую представляют идущие за Христом. Авфония обращён в сторону апостола Петра — так иконописец акцентировал роль апостола в наставлении наказанного на путь истинный. Авфония уверовал в Христа, покаялся, и вновь обрёл руки.

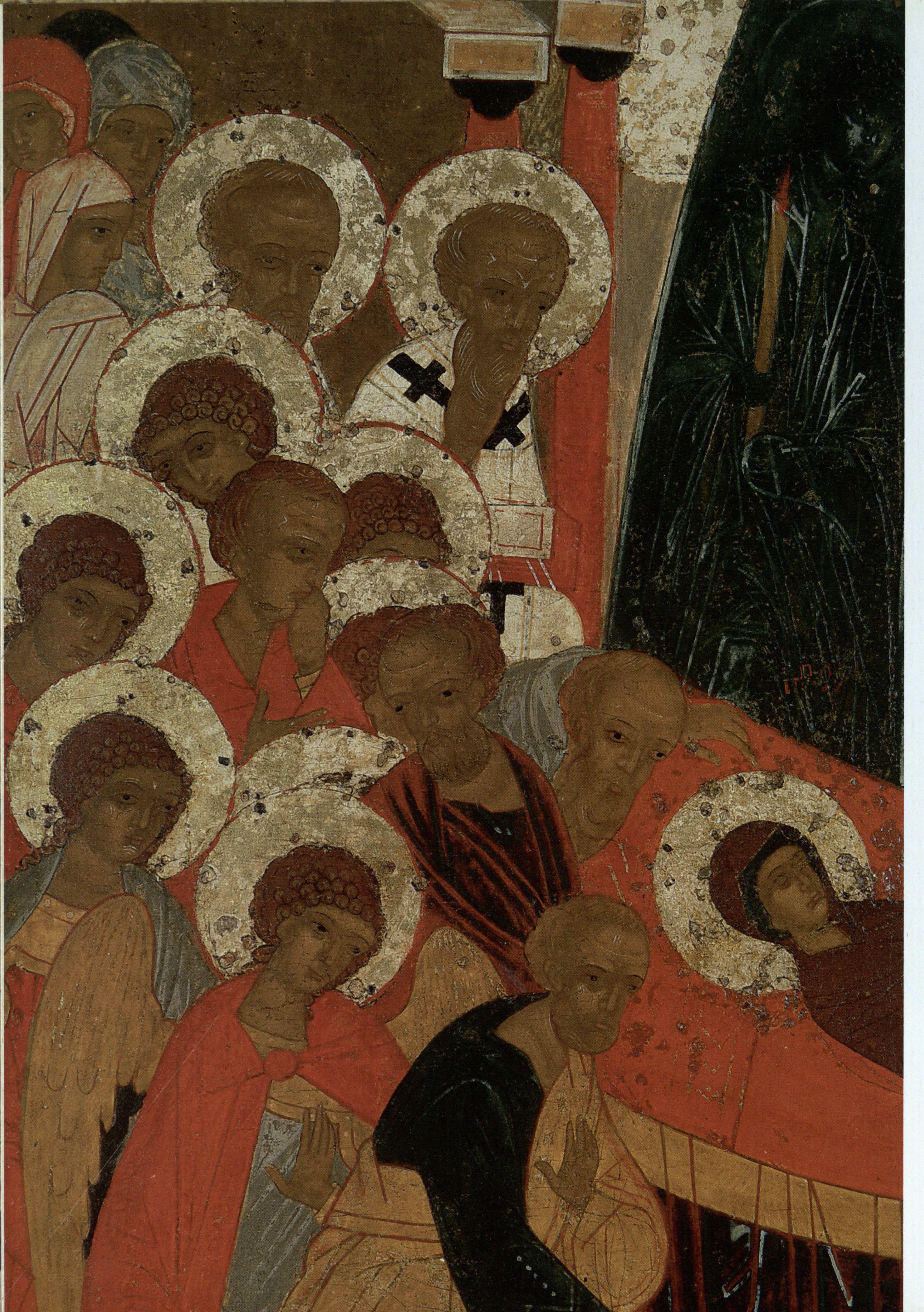
Апостолы
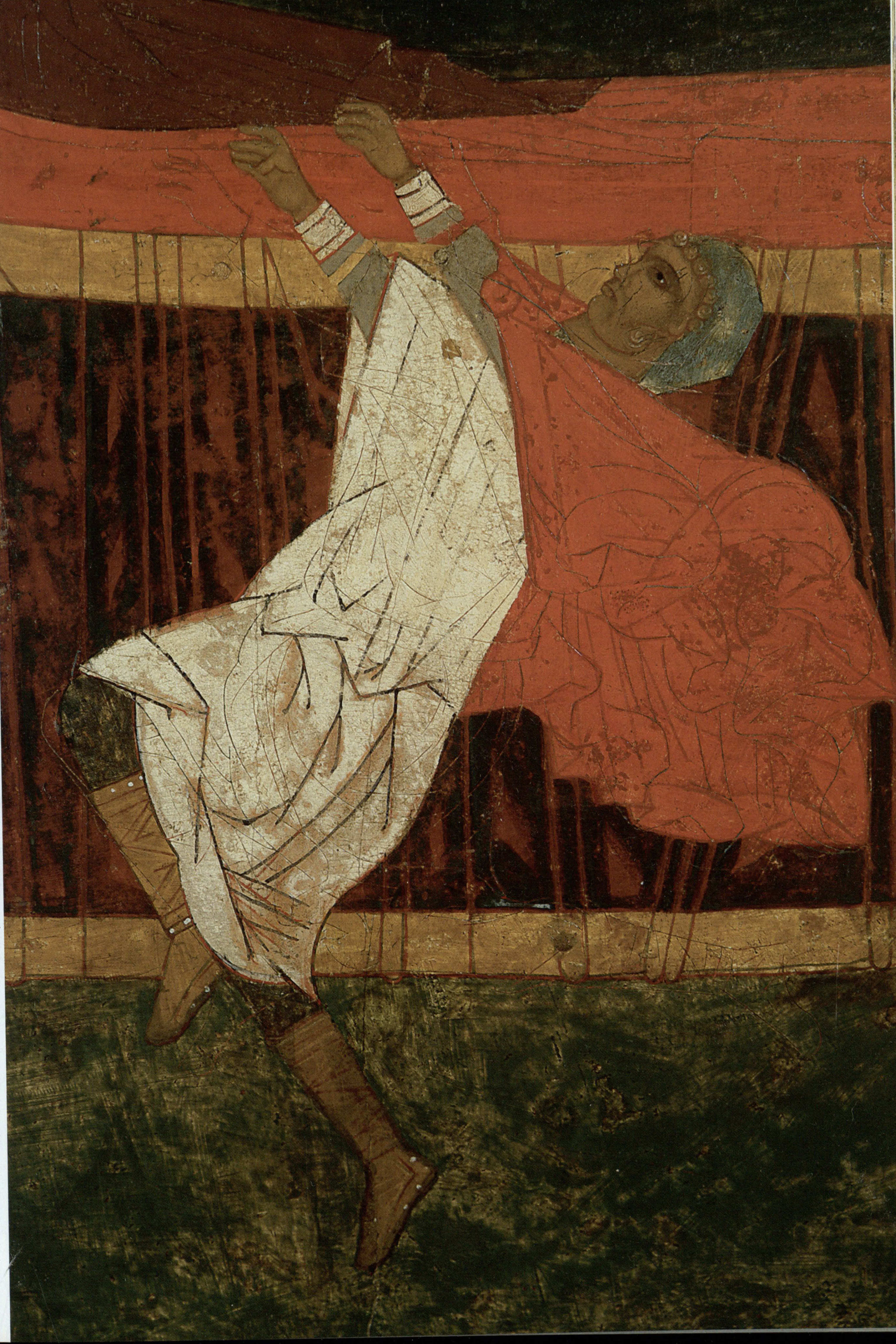
Авфония
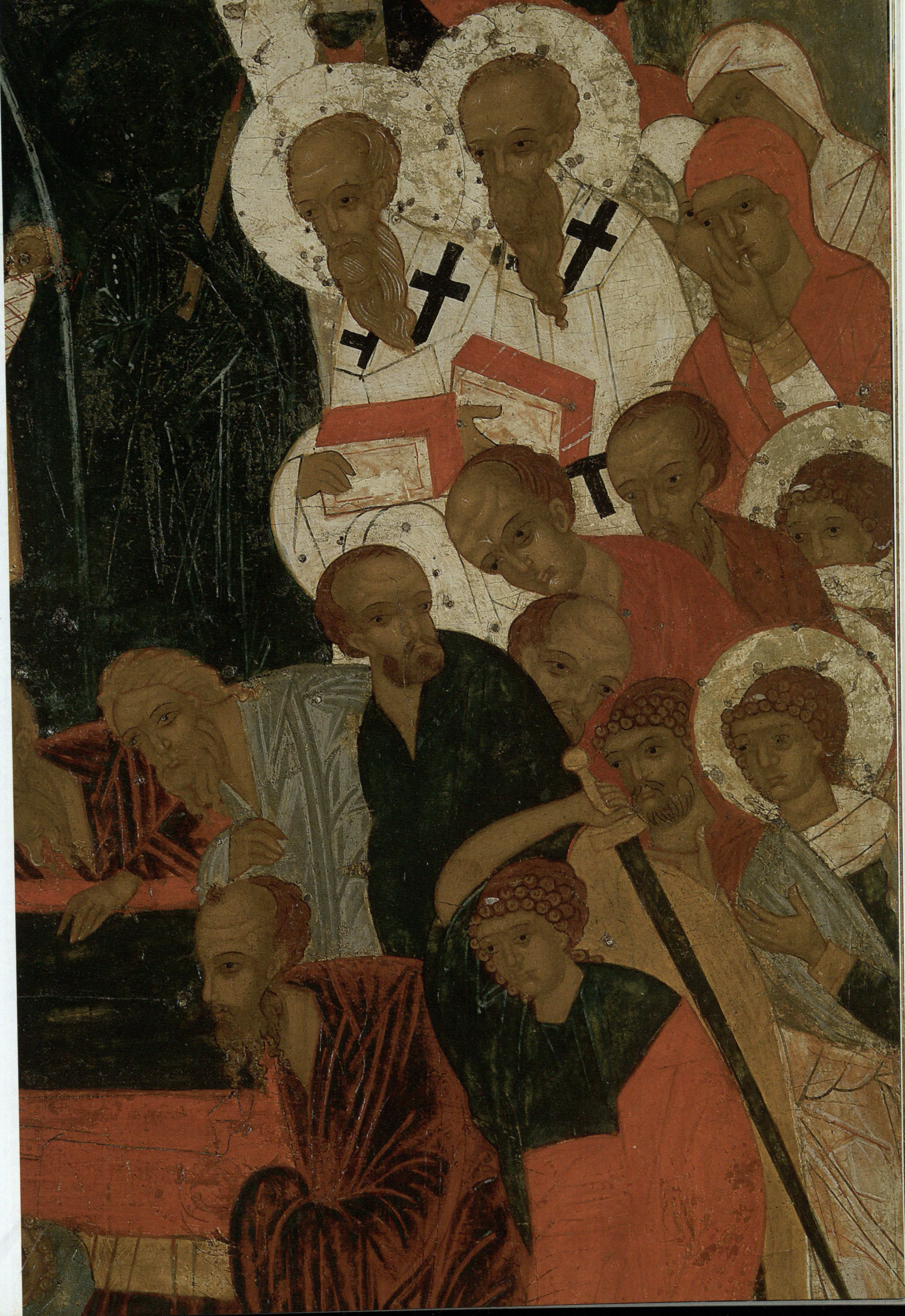
Апостолы и ангел

## Атрибуция
А. А. Рыбаков датирует икону первой четвертью XVI века и относит к одному из поздних повторений рублёвского извода «облачного» Успения Богоматери. По мнению Рыбакова, возможно, автор образа был знаком с трактовкой Успения Дионисием, однако исследователь уверен, что образ создан северным мастером. Стилевые особенности письма иконы действительно близки к работам вологодских иконописцев. Образ написан на прямоугольной доске сильно вытянутого формата. Её ширина почти в два раза меньше высоты, поэтому художнику пришлось расположить апостолов у ложа Богоматери тесными группами, некоторые элементы изображения заходят на поля иконы. Иконописец собирает персонажей в ряды полукругами, подобно волнам. Центром этого волнообразного движения является фигура Христа. Пространственные решения композиции, монументальность фигур персонажей, рисунок одежд с большим количеством складок, характерны для иконописи первой четверти XVI века. Цвета, использованные в иконе — сочетания тёмно-синего, красного, болотно-зелёного, разбеленных, с различными оттенками охры — излюбленные вологодскими мастерами. Работа большими пятнами цвета также характерна для местных мастеров.